# 1-й Северокаролинский кавалерийский полк
1-й Северокаролинский пехотный полк (1st North Carolina Cavalry, он же 9th Regiment Volunteers) представлял собой один из кавалерийских полков армии Конфедерации во время Гражданской войны в США. Полк прошёл все сражения Северовирджинской армии от Семидневной битвы до капитуляции при Аппоматтоксе.

## Формирование
1-й Северокаролинский кавполк был сформирован 1 августа 1861 года в лагере Кэмп-Борегар около Риджуэй, Северная Каролина. Его роты были набраны в округах Эш, Уэйн, Мейкон, Нортгемптон, Мекленберг, Ватога, Кабаэрус, Бэнкомб, Даплин и Уоррен. Его первым командиром стал полковник Роберт Рэнсом, подполковником — Лоуренс Бэйкер, майором — Джеймс Гордон. Полк был одним из «добровольческих» полков и при формировании назывался «9-й северокаролинский добровольческий» (9th Regiment Volunteers), но в отличие от первых восьми был сформирован как кавалерийский. Впоследствии он сменил нумерацию, но так и остался в истории как «9-й добровольческий/1-й кавалерийский».
Полк состоял из десяти рот:
- Рота A — округ Эш — капитан Томас Кремплер
- Рота B — округ Нортгемптон — капитан Джон Уайтекер
- Рота С — округ Мекленберг — капитан Миллер
- Рота D — округ Ватога — капитан Джордж Фолк
- Рота E — округ Уоррен — капитан Уильям Чек
- Рота F — округ Кабаэрус — капитан Руфус Бэррингер[англ.]
- Рота G — округ Бэнкомб — капитан Вуд
- Рота H — округ Уэйн — капитан Томас Раффин[англ.]
- Рота I — округ Даплин — капитан Уильям Хьюстон
- Рота K — округ Мейкон — капитан Тодеуш Сайлер

12 октября полк был принят на службу в армию Конфедерации, получил свою нумерацию и был направлен в кавалерийскую бригаду дистрикта Потомак департамента Северная Вирджиния.

## Боевой путь
По окончании формирования полк был направлен в Северную Вирджинию. Когда они проходили Ричмонд, президент Дэвис устроил им личный смотр. По прибытии в Манассас полк был задействован для пикетной службы, и 26 ноября впервые участвовал в бою у Вьенны. Рэнсом бросил примерно 200 своих кавалеристов на федеральный отряд такой же численности, обратив федералов в бегство и захватив в плен 26 человек.
Первое время кавалерия не имела бригадной организации, но в декабре 1861 года Джеб Стюарт сформировал Первую Бригаду, куда вошли 1-й, 2-й, 4-й и 6-й вирджинские кавалерийские полки, 1-й Северокаролинский и Легион Джеффа Дэвиса.
1 марта полковник Рэнсом был повышен в звании до бригадного генерала и покинул полк. Подполковник Бейкер стал полковником, майор Гордон стал подполковником, а капитан роты «А», Томас Крамплер, стал майором полка.
В марте 1862 года генерал Джонстон отвёл войска от Манассаса, и в то же время стало известно, что федеральный отряд Бернсайда высадился в Северной Каролине; по этой причине полк был отправлен обратно в Северную Каролину и размещён около Кинстона. Однако уже в июне полк вернули к Ричмонду, которому угрожала федеральная армия.
12 июня несколько эскадронов полка были задействованы в Первом рейде Стюарта вокруг Макклеллана и участвовал в атаке на лагерь 5-го кавалерийского полка федеральной армии.
25 июля Стюарт стал генерал-майором и провёл реорганизацию кавалерии, и 1-й северокаролинский попал в состав кавалерийской бригады Уэйда Хэмптона. В августе полк использовался в северной Вирджинии против армии Джона Поупа, а затем был направлен в Мериленд для участия в Мерилендской кампании. «Сразу же последовало первое вторжение в Мэриленд, — вспоминал Руфус Бэррингер, — и начались, ежедневно и ежечастно, стычки с федеральной кавалерией. Особенно запомнились события под Урбанной, Фредериком, Мидллтауном, при Катоктин-Крик, при Бакиттсвилле и в Плезант-Велли — и наконец, захват Харперс-Ферри Джексоном и безрезультатное сражение при Шарпсберге. И 9-й полк участвовал во всем этом».